# Alpen-Kuhschelle
Die Alpen-Kuhschelle oder Alpen-Küchenschelle (Pulsatilla alpina), auch Alpen-Anemone genannt, ist eine Pflanzenart aus der Gattung der Kuhschellen (Pulsatilla) innerhalb der Familie der Hahnenfußgewächse (Ranunculaceae).

## Beschreibung

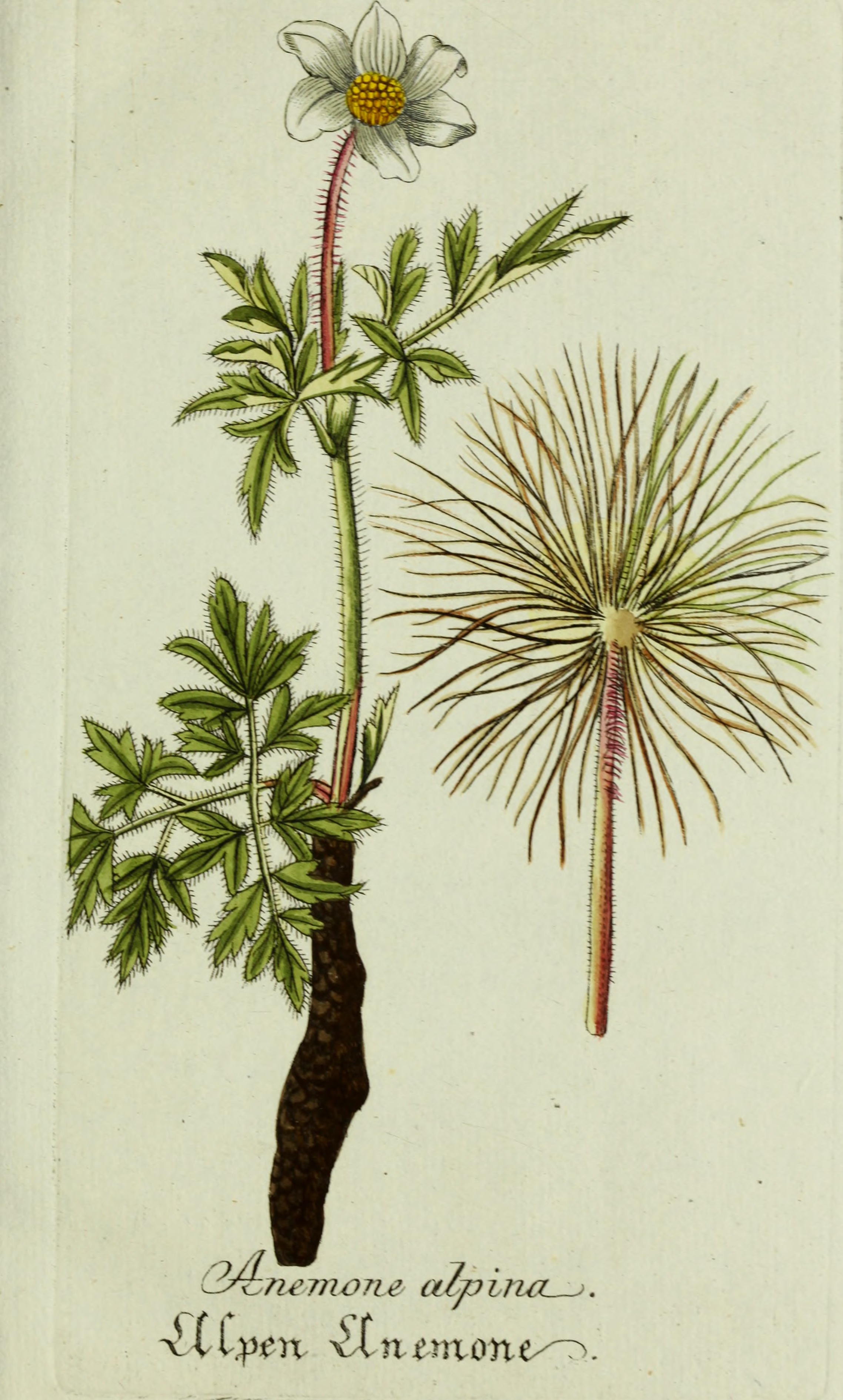
Illustration aus Plantarum indigenarum et exoticarum icones ad vivum coloratae, oder Sammlung nach der Natur gemalter Abbildungen inn- und ausländischer Pflanzen, für Liebhaber und Beflissene der Botanik (1791)

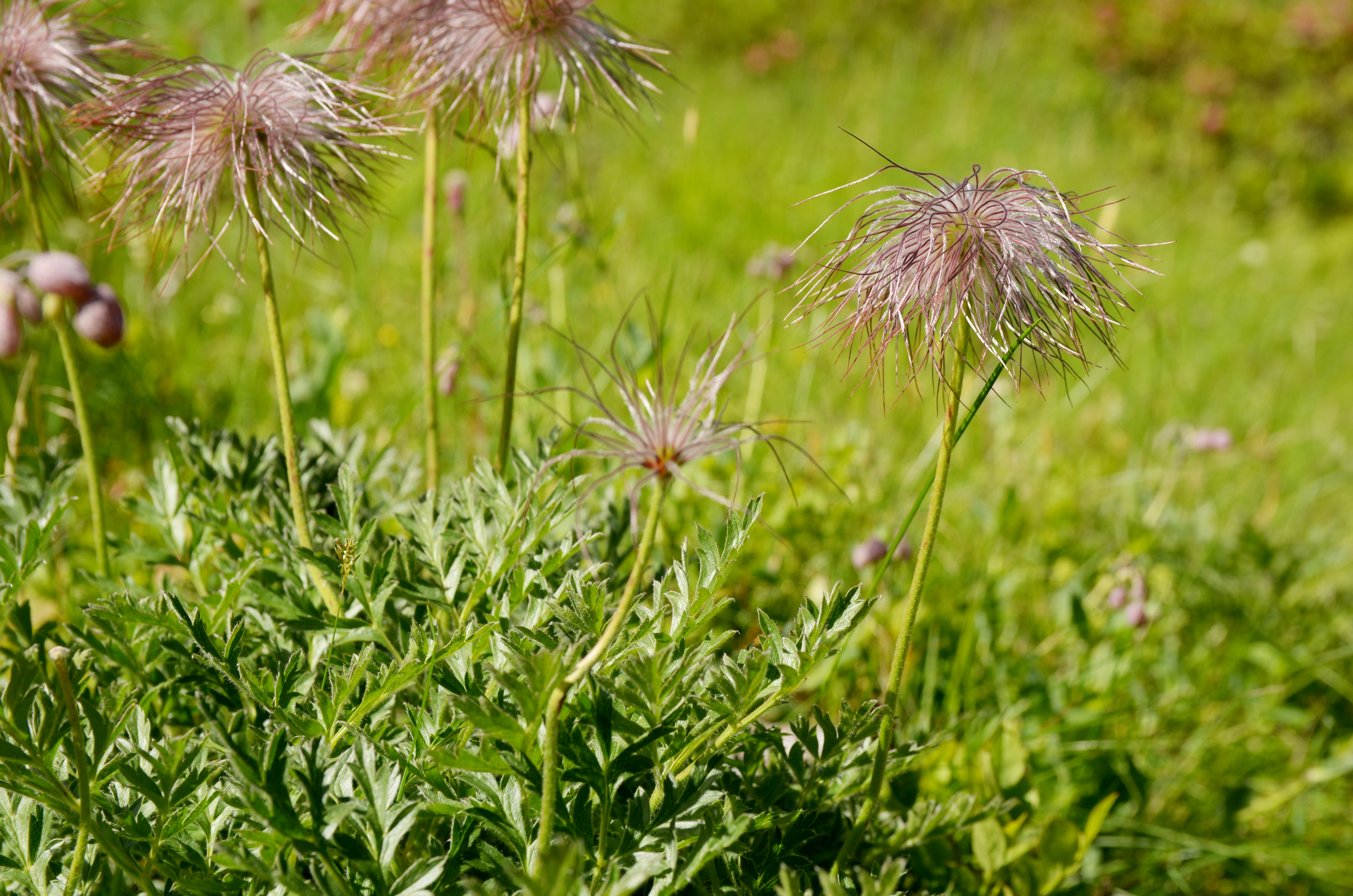
Fruchtstände mit den Achänen und den haltbaren Griffeln

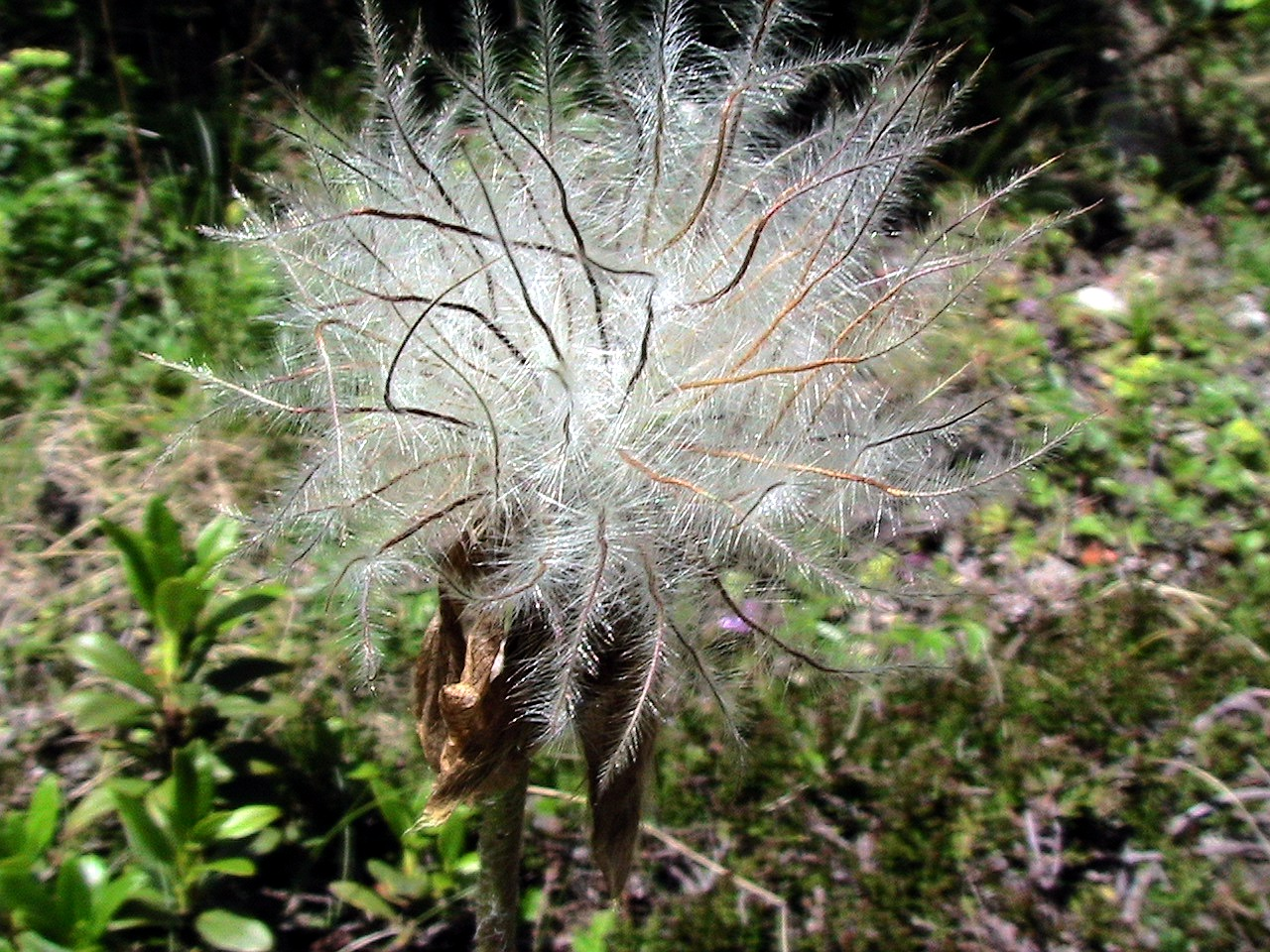
Die haltbaren Griffel im Detail

### Vegetative Merkmale
Die Alpen-Kuhschelle ist eine ausdauernde krautige Pflanze, die Wuchshöhen von 20 bis 50 Zentimetern erreicht. Die oberirdischen Pflanzenteile sind dicht behaart.
Die Grundblätter sind am Beginn der Blütezeit noch wenig entwickelt, später sind diese langgestielt und doppelt dreiteilig. In der oberen Stängelhälfte zeigen sich drei hochblattartige Stängelblätter; die an ihrer Basis nicht verwachsen sind.

### Generative Merkmale
Die Blütezeit erstreckt sich je nach Standort von Mai bis Juli. Die Blüten stehen einzeln und endständig. 
Die zwittrigen Blüten haben bei der Großen Alpen-Kuhschelle (Pulsatilla alpina subsp. alpina) und der Gelben Alpen-Kuhschelle (Pulsatilla alpina subsp. apiifolia) Durchmesser von 4 bis 6 Zentimetern, bei der Kleinen Alpen-Kuhschelle (Pulsatilla alpina subsp. austriaca) von nur 2 bis 4 Zentimetern. Die Blütenhülle besteht meist aus sechs ovalen, weißen oder gelben Blütenhüllblättern, die außen oft blau überlaufen sind.  
Da sich die fedrig-behaarten Griffel im Zuge der Fruchtreife auf bis zu 5 Zentimeter verlängern, zeigt der Fruchtstand der Pflanze ein auffallend haarschopfartiges Erscheinungsbild – in der Schweiz „Haarmannli“ genannt.
Die Chromosomenzahl beträgt 2n = 16 für die Unterarten Pulsatilla alpina subsp. alpina, Pulsatilla alpina subsp. austriaca und Pulsatilla alpina subsp. apiifolia.

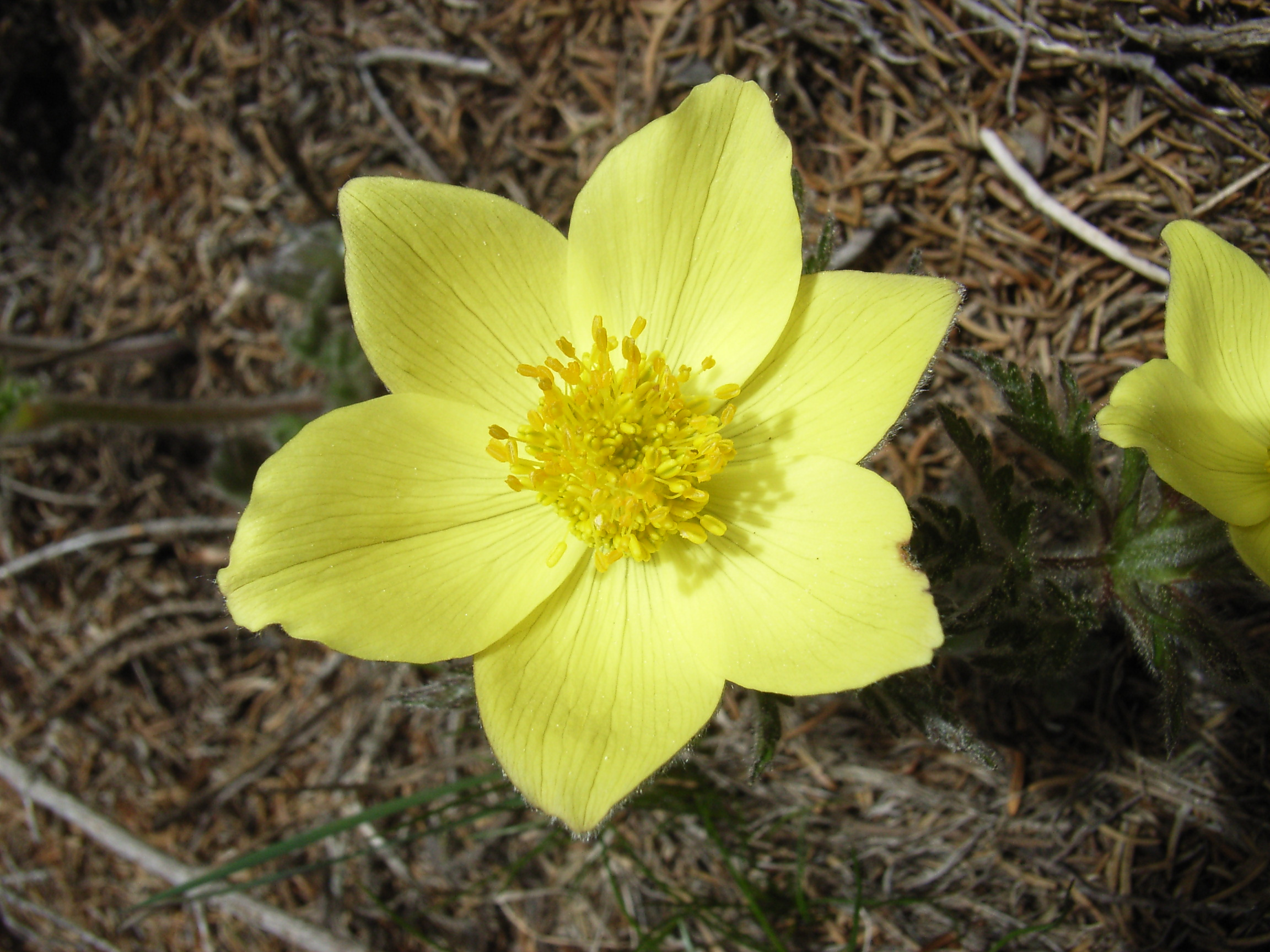
Pulsatilla alpina subsp. apiifolia

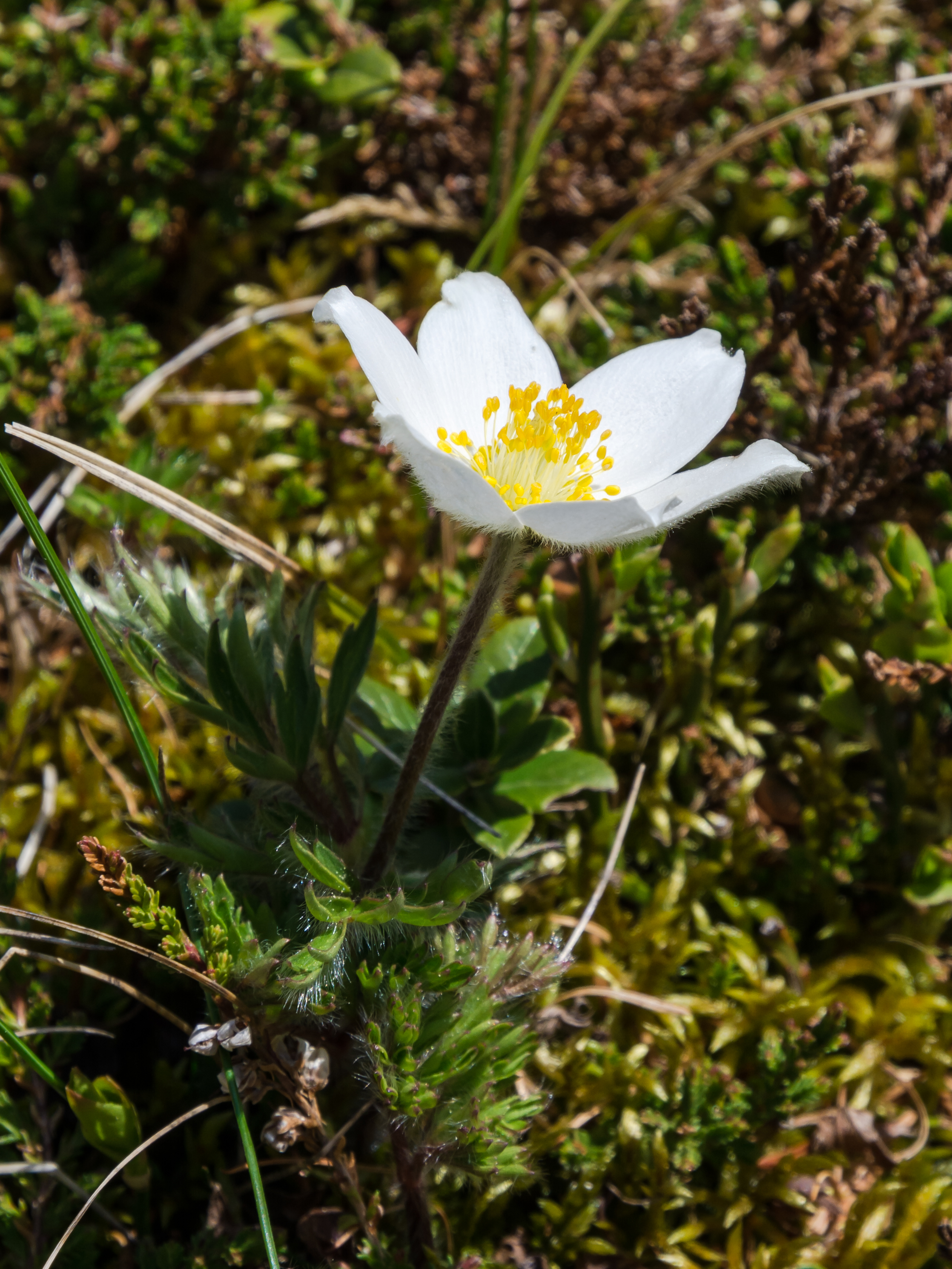
Pulsatilla alpina subsp. austriaca

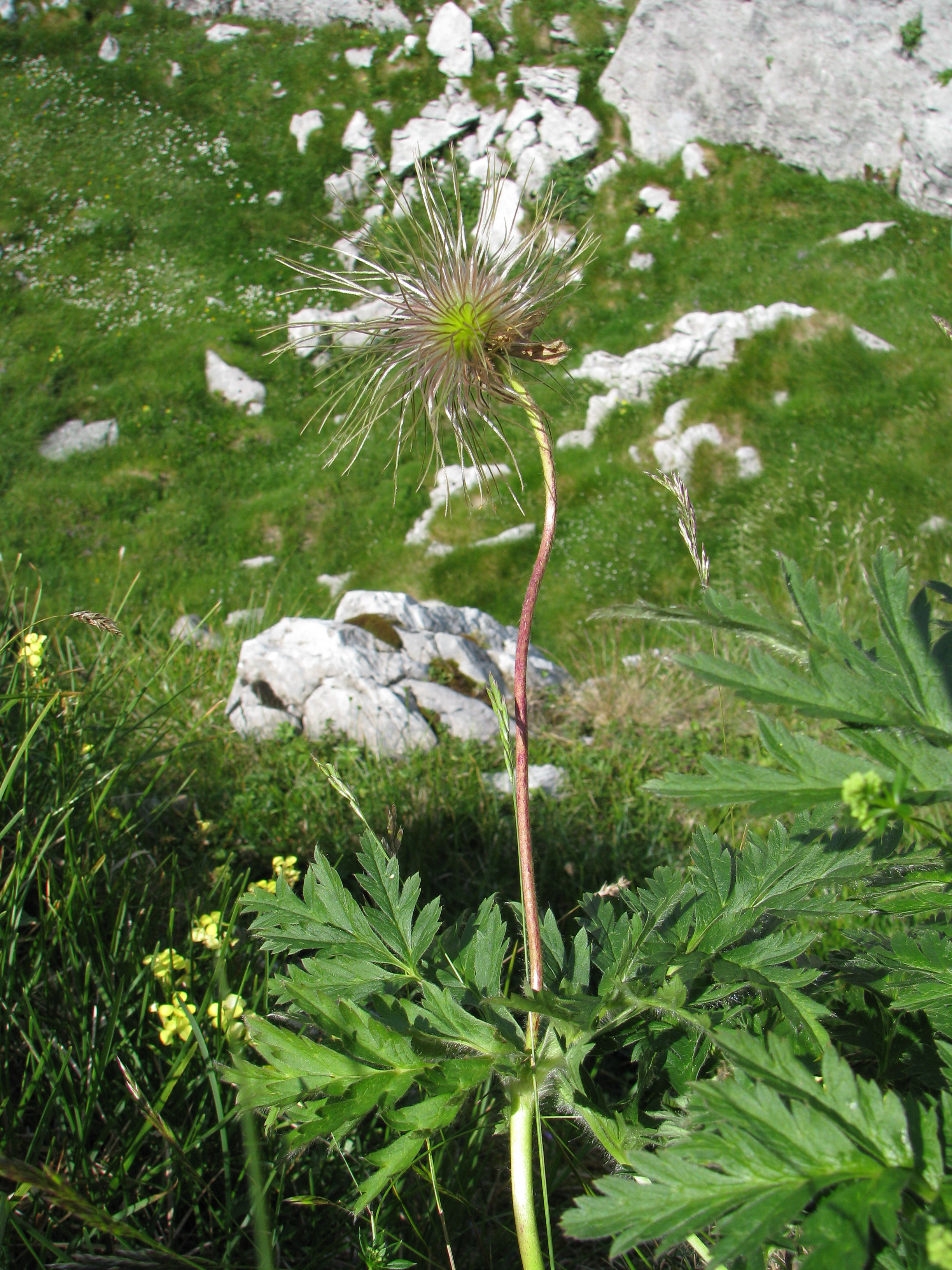
Fruchtstand von Pulsatilla alpina subsp. cantabrica

## Systematik und Vorkommen
Die Erstveröffentlichung erfolgte 1753 unter dem Namen (Basionym) Anemone alpina durch Carl von Linné in Species Plantarum, Tomus I, Seite 539. Die Neukombination zu Pulsatilla alpina (L.) Delarbre wurde 1800  durch Antoine Delarbre in Flore d'Auvergne; ou, Recueil des plantes de cette ci-devant province. Clermont-Ferrand. 2. Auflage, Seite 552 veröffentlicht.
Die Art Pulsatilla alpina umfasst mehrere Unterarten, von denen in Mitteleuropa mindestens drei vorkommen:
- Die Große Alpen-Kuhschelle oder Alpen-Anemone (Pulsatilla alpina L. subsp. alpina) hat weiße Blüten und besiedelt Gebiete mit kalkhaltigem Grundgestein im Schweizer Jura, in den Alpen, den nordwestlichen Dinariden (Velebit), im Apennin, in den Pyrenäen und im Kantabrischen Gebirge. Sie gedeiht in Höhenlagen von 1200 bis 2700 Metern. In den Allgäuer Alpen kommt die Große Alpen-Kuhschelle in Höhenlagen von 1500 bis 2300 Metern vor.[2]
- Die Kleine Alpen-Kuhschelle oder Brockenanemone (Pulsatilla alpina subsp. austriaca Aichele & Schwegler, Syn.: Pulsatilla alba Rchb.) mit weißen Blüten ist in allen Pflanzenteilen kleiner und kommt auf kalkarmen Gesteinen in den Karpaten und Ostalpen sowie in mehreren mitteleuropäischen Mittelgebirgen (Vogesen, Harz, Riesengebirge) vor. Die ökologischen Zeigerwerte nach Landolt et al. 2010 sind für Pulsatilla alpina subsp. alpina in der Schweiz: Feuchtezahl F = 3 (mäßig feucht), Lichtzahl L = 4 (hell), Reaktionszahl R = 4 (neutral bis basisch), Temperaturzahl T = 2 (subalpin), Nährstoffzahl N = 3 (mäßig nährstoffarm bis mäßig nährstoffreich), Kontinentalitätszahl K = 3 (subozeanisch bis subkontinental).[3]

- Die Gelbe Alpen-Kuhschelle oder Schwefel-Anemone (Pulsatilla alpina subsp. apiifolia (Scop.) Nyman) mit schwefelgelben Blüten kommt auf kalkarmem Untergrund in den westlichen Alpen, nach Osten bis Tirol, im Massif Central, in den Pyrenäen und in einigen Gebirgen in Zentral- und Nordspanien vor. Die Gelbe Alpen-Kuhschelle kommt in Höhenlagen von 1800 bis 2300 Metern vor und nur ausnahmsweise wächst sie bei Häselgehr in einer Höhenlage von 1620 Metern.[2] Die ökologischen Zeigerwerte nach Landolt et al. 2010 sind für Pulsatilla alpina subsp. apiifolia in der Schweiz: Feuchtezahl F = 3 (mäßig feucht), Lichtzahl L = 3 (halbschattig), Reaktionszahl R = 2 (sauer), Temperaturzahl T = 2 (subalpin), Nährstoffzahl N = 3 (mäßig nährstoffarm bis mäßig nährstoffreich), Kontinentalitätszahl K = 3 (subozeanisch bis subkontinental).[3]

- Pulsatilla alpina subsp. cantabrica M.Laínz: Sie kommt im Kantabrischen Gebirge und in den westlichen Pyrenäen vor.[4]
- Pulsatilla alpina subsp. cyrnea Gamisans: Dieser Endemit kommt nur auf Korsika vor.[4]
- Pulsatilla alpina subsp. font-queri M.Laínz & P.Monts.: Sie kommt in Spanien und den südlichen Pyrenäen vor.[4]

## Standorte
Häufige Standorte in Mitteleuropa sind magere Weiden und steinige Rasen. Die Große Alpen-Kuhschelle kommt auf kalkigem Untergrund und in Pflanzengesellschaften der Verbände caricion ferrugineae und Seserion vor, während die Kleine Alpen-Kuhschelle und die Gelbe Alpen-Kuhschelle meist auf kalkarmen Böden gedeihen. Die Kleine Kuhschelle ist eine Charakterart des Pulsatillo-Nardetum aus dem Verband Nardion. Die Gelbe Alpen-Kuhschelle kommt in Hochlagen im Aveno-Nardetum aus dem Verband Nardion vor.

## Trivialnamen
Auf die haarigen Fruchtköpfchen beziehen sich originelle Volksnamen: Grantiger Jager, Haarige Männle, Hexenbesen, Strublbuabn, Tschawau (Obersteiermark), Wilde Männle.
Für die Alpen-Kuhschelle sind oder waren, zum Teil nur regional, auch die Bezeichnungen Bärenplumpen (Graubünden bei Rheinwald), Barentatze (Kärnten), Bergmännli (Bern), graues Bergmännle, Bertram (Bayern, Pinzgau), Bitzwurz, Bocksbart (Graubünden), Brockenblume oder Brockenanemone  (Harz), Fotzabäsa (St. Gallen in Obertoggenburg), Graumannle (Schweiz), Haarige Mann (Bern), Haarmanteli (Berner Oberland), Kuhschelle (Graubünden), Petersbart (Bayern), Rugerl (Tirol, Pinzgau), Ruggei (Tirol, Pinzgau), Ruggeiblüh (Tirol, Pinzgau), Schaudermann (St. Gallen bei Sargans), Schneeblumen (Schweiz, Schlesien), Schneehändel, Schneehonden (Schlesien), Schneerosen (Kärnten), weiße Schotenblume, Sidahuat (St. Gallen im Oberrheintal), Strubobuobo (Bregenzerwald), Strubbelbuaba (Montafon), Teufelsbart (Algän, Schlesien) und Wildmannskraut gebräuchlich.

## Artenschutz
Die Art Anemone alpina ist, wie alle Arten der Gattung Pulsatilla, in Deutschland aufgrund der Bundesartenschutzverordnung eine besonders geschützte Art. In der Schweiz besteht kein nationaler Schutzstatus. In Österreich ist sie beispielsweise in Oberösterreich vollkommen und insgesamt geschützt, in der Steiermark teilweise geschützt.